# Sarah Harrison (periodista)
Sarah Harrison (nacida en 1982) es una periodista británica, investigadora legal y editora de WikiLeaks. Trabaja con WikiLeaks en la defensa legal y es la consejera más cercana de Julian Assange. Harrison acompañó al filtrador de los documentos de la NSA, Edward Snowden, en el vuelo de alto perfil desde Hong Kong a Moscú mientras era buscado por el gobierno de Estados Unidos.

## Biografía
Harrison es hija de Ian y Jennifer Harrison. En su juventud, asistió a la Sevenoaks School, una escuela privada.  Su padre ha dicho que era una buena corredora y nadadora. Harrison tuvo un buen desempeño en sus exámenes de Bachillerato Internacional. Estudió Inglés en Queen Mary, Universidad de Londres.
En 2009, Harrison se convirtió en una investigadora en prácticas no remuneradas en el Centre for Investigative Journalism en la Universidad de la City de Londres. En 2010, empezó a colaborar como investigadora junior en la Bureau of Investigative Journalism. Más tarde se graduó de la Universidad de la City de Londres.

## WikiLeaks
Como interna en el Centre for Investigative Journalism, fue asignada a Julian Assange antes de la filtración de los documentos de la guerra de Afganistán. Ordenó los archivos sobre la guerra de Irak de Assange para futuros documentales de televisión. Después de que Daniel Domscheit-Berg abandonó WikiLeaks por una disputa con Assange, el papel de Harrison en la organización aumentó, sobre todo con la publicación de los cables diplomáticos y la lucha legal de Assange contra la extradición de Suecia. Harrison es editora de WikiLeaks. Trabaja con el equipo de defensa Legal dirigido por Baltasar Garzón, y es la consejera más cercana de Julian Assange.

## Edward Snowden
Sarah Harrison ayudó al alertador Edward Snowden a obtener asilo tras las revelaciones de 2013 de varios programas de vigilancia masivos estadounidenses y británicos. En junio de 2013, en Hong Kong, trabajó con el equipo de WikiLeaks para obtener varias ofertas de asilo y negoció su partida para poder obtener asilo en Moscú. En el camino a América Latina con Edward Snowden, permaneció bloqueada durante 39 días con él en la zona de tránsito del Aeropuerto Internacional de Moscú-Sheremétievo en julio de 2013.

## Refugio en Alemania
En noviembre de 2013, Sarah Harrison debido a las situaciones de intimidación de que ha sido víctima, al igual que los casos de Laura Poitras, Jacob Appelbaum y Glenn Greenwald, entre otros, decidió refugiarse en Berlín.